# Francisco Antonio Cebrián y Valda
Francisco Antonio Cebrián y Valda (ur. 19 lutego 1734 w San Felipe, zm. w lutym 1820 w Madrycie) – hiszpański duchowny katolicki, kardynał, Patriarcha Zachodnich Indii.
Pochodził z rodu arystokratycznego. 23 lipca 1797 został wybrany biskupem Orihueli. W październiku 1797 Walencji przyjął sakrę z rąk arcybiskupa Juana Francisco Jiméneza del Río (współkonsekratorami byli biskupi Antonio José Moreno i Félix Rico Rico). 10 lipca 1815 objął stolicę patriarchalną Zachodnich Indii, na której pozostał już do śmierci.
23 września 1816 Pius VII wyniósł go do godności kardynalskiej.